# ترتیزک (سرده)
ترتیزک، ازمک (نام علمی: Lepidium) نام یک سرده از تیره شب‌بویان است.